# Abak
 (novembre 2024).
Abak est une zone de gouvernement local au Nigeria de l'État d'Akwa Ibom.

## Situation géographique
Au sud-ouest de l'État d'Akwa Ibom, la zone jouxte celle de Ikono au nord-est, de Essien-Udim au nord-ouest, à l'ouest celles d'Etim-Ekpo et d'Ukanafun, au sud-ouest celle d'Oruk-Anam, et enfin à l'est celle d'Uyo. La zone est centrée sur la ville d'Abak, ancien centre colonial, à mi-chemin entre Aba et Calabar, créditée en 2007 de 12 857 habitants. La ville d'Abak est à 18 km de la capitale de l'État, Uyo.

## Historique
Abak devint un siège d'administration en 1902 à l'occasion de la pénétration dans les terres des soldats britanniques face aux clans Ediene et Abak. En 1957-1958 le site devint Divisional Council Headquarters (chef-lieu de division). À ce moment-là, la zone qui était gérée depuis le site d'Abak comprenait les sites actuels d'Ukanafun, Oruk-Anam, Etim-Ekpo, Ika et bien sûr l'actuel Abak (chacune de ces localités est devenue maintenant le centre d'une zone de gouvernement local). 
À la fin de la guerre civile, fut créé le gouvernement de l'État du sud-est dont le chef-lieu administratif du développement résidait à Abak. Avec la réforme du gouvernement local de 1976, Abak est devenue zone de gouvernement local et l'est restée jusqu'à ce jour.

## Données numériques
- Population : 139 069 (recensement de 2006)[1]
- Superficie : 167 km2
- Villages : 91
- Clans : 5
- Wards (subdivisions) : 11

## Population
La population est majoritaire Anang. Ils ont conservé nombre de traits de leur héritage culturel, comme chants, danses, croyances et traits de caractère ; subsistent des institutions telles Ekpo, Ekpe, Idiong, Attat Utu-Ekpe, qui étaient des structures importantes avant l'arrivée des missionnaires européens au milieu du XIXe siècle. Actuellement encore, les missionnaires chrétiens de diverses confessions sont très présents et investis dans l'assistance aux populations.

## Caractéristiques économiques
Abak est restée d'apparence très rural. Les possibilités de développement économique sont assez restreintes du fait de la rivière Kwa Iboe dont la traversée provoque des embouteillages à chaque pont (à voix unique) : de ce fait les prix du transport handicapent la commercialisation des produits fermiers sur les marchés, et inversement, le prix des produits manufacturés est plus élevé dans cette zone qu'à quelque 12 ou 14 km de là.

## Projets humanitaires
- En renfort des institutions d'État, telles la polyclinique de Midim Abak et un Institut de santé maternelle et infantile à Abak, une célèbre clinique d'ophtalmologie, le Mercy Hospital Eye Center, a été fondé en 1982, géré par l'association Foreign Ophthalmologic Care from U.S. (FOCUS).